# All Good Things (Come to an End)
All Good Things (Come to an End) (Všechno dobré končí) je singl Nelly Furtado, který napsala společně s Timbalandem, Danjou a Chrisem Martinem. Singl byl vydán v roce 2006 a v České hitparádě se umístil na první místě.

## Informace o písni
Píseň All Good Things byla nahrána koncem roku 2005 po udílení MTV Video Music Awards, kde tehdy potkala svého kamaráda Chrise Martina z Coldplay, a který ji přislíbil pomoc při téhle písni.  
Timbaland a Martin k sobě navzájem vyjádřili obdiv, Furtado o jejich spolupráci řekla: „Oba byli neskutečně skromní a zpočátku byli nervózní a báli se.“
Chris Martin kromě toho, že na písni spolupracoval, tak k ní nazpíval i zadní vokály, ty ale musely být posléze kvůli neshodám s labelem odstraněny, a tak i jako singl vyšla píseň pouze se zpěvem Nelly Furtado. Verze s Martinem unikla v červnu 2006 na internet.

## Úspěchy
V jedné z recenzí se o písni psalo, že je to zrcadlící a emotivní balada s velmi silnou melodií a dostala 4,5 hvězd z možných pěti.
Jako singl byla píseň vydána prvně v Evropě v listopadu 2006 a stal se velmi úspěšným. Ve Velké Británii obsadil čtvrté místo. A v zemích jako Nizozemsko, Rakousko nebo i Česko se píseň těšila větším úspěchům, než předešlé dva singly Maneater nebo Promiscuous.
V Severní Americe vyšel singl až v dubnu 2007 v Billboard Hot 100 se dostal nejvýše jen na 86. místo, čímž nenavázal na předešlé singly.

## Videoklip
Klip k All Good Things se natáčel v Portoriku, hned co se dotočil klip k písni Say It Right, který vyšel před All Good Things v Severní Americe.
V klipu se odehrává jakýsi milostný příběh mezi ní a mužem, kteří spolu kráčí po lese a mezitím vidíme záběry stolu pověšeného vzhůru nohama, načež vidíme, jak pár jí u toho stejného stolu.

## Seznam skladeb
UK CD single
1. "All Good Things (Come to an End)" (radio verze)
2. "Maneater" (BBC Radio 1|Radio 1 Live Lounge session)

Maxi-CD
1. "All Good Things (Come to an End)" (radio mix)
2. "All Good Things (Come to an End)" featuring Rea Garvey
3. "No Hay Igual" featuring Calle 13
4. "All Good Things (Come to an End)" (video)

Evropa Německo maxi-CD
1. "All Good Things (Come to an End)" (radio edit)
2. "All Good Things (Come to an End)" featuring Rea Garvey
3. "Maneater" (Live Lounge Radio session)
4. "All Good Things (Come to an End)" (video)

iTunes single
1. "All Good Things (Come to an End)" (radio edit)
2. "Maneater" (Radio 1 Live Lounge session)

Austrálie CD single
- Total run time: 14:54

1. "All Good Things (Come to an End)" (radio edit) – 4:25
2. "Maneater" (Radio 1 Live Lounge session) – 3:01
3. "No Hay Igual" featuring Calle 13 – 3:41
4. "All Good Things (Come to an End)" (video) – 3:48

## Umístění ve světě
| Hitparáda             | Umístění |
| --------------------- | -------- |
| Česko                 | 1        |
| Rakousko              | 1        |
| Belgie                | 1        |
| Nizozemsko            | 1        |
| Evropa                | 1        |
| Jihoafrická republika | 1        |
| Německo               | 1        |
| Itálie                | 1        |
| Norsko                | 1        |
| Portugalsko           | 1        |
| Rusko                 | 1        |
| Španělsko             | 1        |
| Švýcarsko             | 1        |
| Velká Británie        | 4        |
| Svět                  | 5        |
| Kanada                | 5        |
| Švédsko               | 5        |
| Svět                  | 6        |
| Irsko                 | 8        |
| Austrálie             | 12       |
| Nový Zéland           | 12       |
| USA                   | 86       |